# Вог (коммуна)
Вог (фр. Veaugues) — коммуна во Франции, находится в регионе Центр. Департамент — Шер. Входит в состав кантона Сансер. Округ коммуны — Бурж.
Код INSEE коммуны — 18272.

## География
Коммуна расположена приблизительно в 180 км к югу от Парижа, в 100 км юго-восточнее Орлеана, в 34 км к северо-востоку от Буржа.
По территории коммуны протекает небольшая река Планш-Годдар (фр. Planche-Goddard).

## Население
Население коммуны на 2008 год составляло 653 человека.
| 1962 | 1968 | 1975 | 1982 | 1990 | 1999 | 2008 |
| ---- | ---- | ---- | ---- | ---- | ---- | ---- |
| 541  | 610  | 631  | 603  | 564  | 610  | 653  |

## Экономика
В 2007 году среди 388 человек в трудоспособном возрасте (15-64 лет) 285 были экономически активными, 103 — неактивными (показатель активности — 73,5 %, в 1999 году было 71,5 %). Из 285 активных работали 264 человека (145 мужчин и 119 женщин), безработных было 21 (8 мужчин и 13 женщин). Среди 103 неактивных 20 человек были учениками или студентами, 43 — пенсионерами, 40 были неактивными по другим причинам.

## Фотогалерея

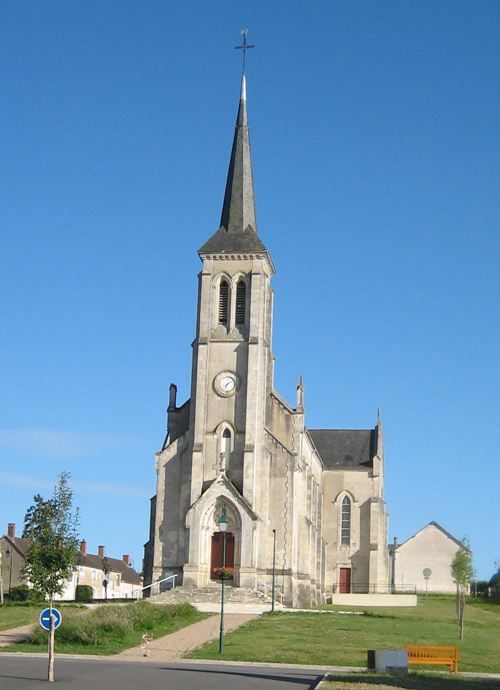
Церковь Сент-Эньян
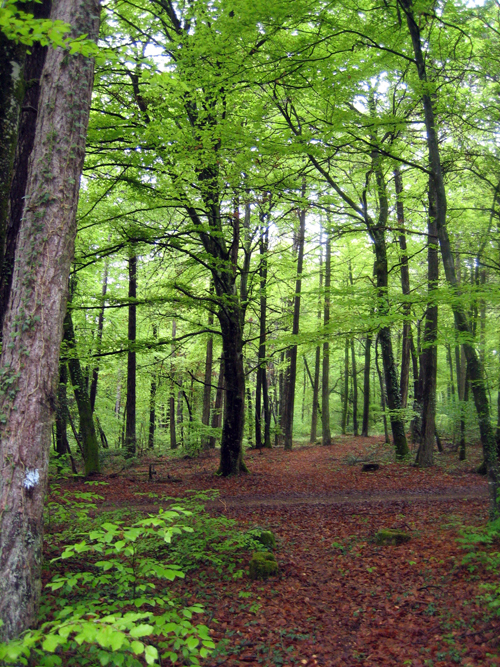
Лес
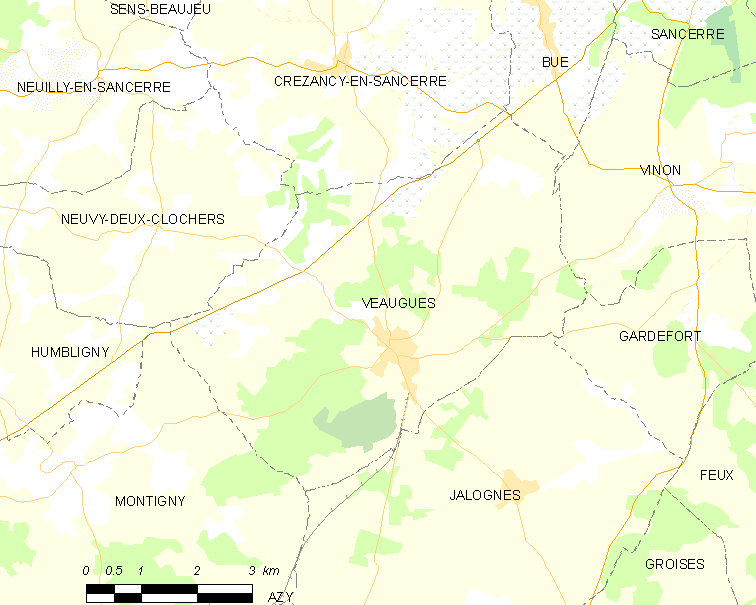
Карта коммуны